# Харис Скареп
Харис Скареп је српски фолк певач бошњачког порекла који се прославио учешћем у такмичењу Звезде Гранда. Такмичио се у шестој сезони, али није стигао до финала. Након такмичења често је наступао са певачицом Милицом Павловић. После се опет такмичио неколико година касније, али такође није стигао до финала. Пореклом је из Новог Пазара, и 2020. године представљао је Србију на Песми Турковизије са песмом "Доживотно осуђен" где је освојио 13. место са 178 бодова.

## Дискографија
Синглови
- Реци да (2014)[5]
- А ти иди и не окрећи се (2014)
- Иди иди (2015)
- Кад би само знала (2017)
- Алтана (2017) обрада
- Мамурна јутра (2018)
- Доживотно осуђен (2019) Песма Турковизије[6]